# Tenericutes
Tenericutes Murray, 1984 (dal latino: tĕnĕr = "tenero", "morbido" e cŭtis = "pelle") è un phylum di batteri gram-negativi la cui caratteristica principale è quella di non essere provvisti di parete batterica. Il phylum contiene la classe Mollicutes, taxon compreso nel raggruppamento dei firmicutes prima della validazione del nuovo phylum nel 1984.